# Onosma elwendicum
Onosma elwendicum är en strävbladig växtart som beskrevs av Richard von Wettstein. Onosma elwendicum ingår i släktet Onosma och familjen strävbladiga växter. Inga underarter finns listade i Catalogue of Life.